# Promiopteryx fallax
Promiopteryx fallax es una especie de mantis de la familia Thespidae.

## Distribución geográfica
Se encuentra en Brasil, Colombia y Venezuela.